# 卡特班克鎮區 (北達科他州博蒂諾縣)
卡特班克鎮區（英語：Cut Bank Township）是位於美國北達科他州博蒂諾縣的一個鎮區。

## 地方資料
卡特班克鎮區的面積為93.06平方千米，當中陸地面積為92.97平方千米，而水域面積為0.09平方千米。根據2010年美國人口普查的數據，當地共有人口37人，而人口密度為每平方千米0.4人。